# Liste der Kulturdenkmäler in Seiwerath
In der Liste der Kulturdenkmäler in Seiwerath sind alle Kulturdenkmäler der rheinland-pfälzischen Ortsgemeinde Seiwerath einschließlich des Ortsteils Dürrbach aufgeführt. Grundlage ist die Denkmalliste des Landes Rheinland-Pfalz (Stand: 27. Juni 2022).

## Einzeldenkmäler
| Bezeichnung                                             | Lage                                    | Baujahr                | Beschreibung                                                                                           | Bild                                    |
| ------------------------------------------------------- | --------------------------------------- | ---------------------- | --- | --------------------------------------- |
| Wegekreuz                                               | Seiwerath, Hauptstraße                  | frühes 19. Jahrhundert | kleines Schaftkreuz, frühes 19. Jahrhundert                                                            | Direkt Bild zu diesem Denkmal hochladen |
| Wegekreuz                                               | Seiwerath, Hauptstraße, bei Nr. 30 Lage | 1790                   | spätbarockes Schaftkreuz, sogenannter Sefferner Typ, bezeichnet 1790                                   | Fotos hochladen                         |
| Katholische Filialkirche St. Wendelin und St. Lambertus | Seiwerath, Tiroliaweg Lage              | um 1570                | kleiner, im Kern mittelalterlicher Saalbau mit Spitzhelmdachreiter                                     | weitere Bilder Fotos hochladen          |
| Wallesch-Kapelle                                        | Dürrbach Lage                           | 1892/93                | dreiachsiger Saalbau mit Spitzhelmdachreiter, 1892/93                                                  | weitere Bilder Fotos hochladen          |
| Wegekreuz                                               | Dürrbach, nördlich des Ortes Lage       |                        | kleines Schaftkreuz, bezeichnet 1800                                                                   | BW                                      |
| Denkmal                                                 | Dürrbach, südöstlich des Ortes Lage     | 1872                   | Totengedächtnis für Nikolaus Schott; Sockel bezeichnet 1872, reliefierte Platte, turmartiger Abschluss | BW                                      |